# Shinobu Hashimoto
Pour les articles homonymes, voir Hashimoto.
Shinobu Hashimoto (橋本 忍, Hashimoto Shinobu), né le 18 avril 1918 à Tsurui (bourg d'Ichikawa) dans le district de Kanzaki (préfecture de Hyōgo) et mort le 19 juillet 2018 à Tokyo, est un scénariste et réalisateur japonais. Shinobu Hashimoto a écrit les scénarios de nombreux films d'Akira Kurosawa et a également écrit pour Mikio Naruse et Masaki Kobayashi.

## Biographie

Shinobu Hashimoto en 1959.

Shinobu Hashimoto se lance dans l'écriture de scénarios pendant la Seconde Guerre mondiale. Sa tuberculose contractée à l'armée en 1938 le contraint à quatre ans d'hospitalisation. Pris sous l'aile de Mansaku Itami, grand scénariste et réalisateur japonais de l'époque, jusqu'à sa mort en 1946, Hashimoto se forme depuis la clinique.
Shinobu Hashimoto souhaite adapter Dans le fourré de Ryūnosuke Akutagawa. Il envoie le scénario à Akira Kurosawa, déjà très populaire, qui accepte de l'adapter en long-métrage sous le nom de Rashōmon. Le film connaîtra un immense succès à sa sortie en 1950, remportant un Lion d'or à la Mostra de Venise 1951 et un Oscar d'honneur du meilleur film étranger en 1952. Il sera l'auteur de plusieurs autres scénarios pour Kurosawa, notamment Les Sept Samouraïs, sorti en 1954.
Au total, il a réalisé trois films et écrit 73 scénarios entre 1950 et 1986.
Il meurt le 19 juillet 2018 à l'âge de 100 ans à Tokyo.

## Filmographie partielle

Frankie Sakai (à droite) dans Watashi wa kani ni naritai (1959).

### Scénariste

#### Années 1950
- 1950 : Rashōmon (羅生門, Rashōmon?) d'Akira Kurosawa
- 1952 : Vivre (生きる, Ikiru?) d'Akira Kurosawa
- 1953 : Taiheiyo no washi (太平洋の鷲?) d'Ishirō Honda
- 1954 : Les Médailles (勲章, Kunsho?) de Minoru Shibuya
- 1954 : Jirochō sangokushi: Kōjinyama zenzen (次郎長三国志 第九部 荒神山?) de Masahiro Makino
- 1954 : Saraba Rabauru (さらばラバウル?) d'Ishirō Honda
- 1954 : Les Sept Samouraïs (七人の侍, Shichinin no samurai?) d'Akira Kurosawa
- 1955 : Vivre dans la peur (生きものの記録, Ikimono no kiroku?) d'Akira Kurosawa
- 1956 : Ombres en plein jour (真昼の暗黒, Mahiru no ankoku?) de Tadashi Imai
- 1957 : Le Château de l'araignée (蜘蛛巣城, Kumonosu jo?) d'Akira Kurosawa
- 1957 : Nikui mono (憎いもの?) de Seiji Maruyama
- 1957 : Onna goroshi abura jigoku (女殺し油地獄?) de Hiromichi Horikawa
- 1957 : La Dernière Extrémité (どたんば, Dotanba?) de Tomu Uchida
- 1958 : Harikomi (張込み?) de Yoshitarō Nomura
- 1958 : Rumeurs de la nuit (夜の鼓, Yoru no tsuzumi?) de Tadashi Imai
- 1958 : Nuages d'été (鰯雲, Iwashigumo?) de Mikio Naruse
- 1958 : La Forteresse cachée (隠し砦の三悪人, Kakushi toride no san-akunin?) d'Akira Kurosawa
- 1959 : Le Sifflement de Kotan (コタンの口笛, Kotan no kuchibue?) de Mikio Naruse
- 1959 : Watashi wa kani ni naritai (私は貝になりたい?) de Shinobu Hashimoto

#### Années 1960
- 1960 : Kuroi gashū: Aru sarariman no shōgen (黒い画集 あるサラリーマンの証言?) de Hiromichi Horikawa
- 1960 : Iroha ni hoheto (いろはにほへと?) de Noboru Nakamura
- 1960 : Hawai Middouei daikaikusen: Taiheiyo no arashi (ハワイ・ミッドウェイ大海空戦 太平洋の嵐?) de Shūe Matsubayashi
- 1960 : Les salauds dorment en paix (悪い奴ほどよく眠る, Warui yatsu hodo yoku nemuru?) d'Akira Kurosawa
- 1961 : Minami no kaze to nami (南の風と波?) de Shinobu Hashimoto
- 1961 : Zero no shōten (ゼロの焦点?) de Yoshitarō Nomura
- 1961 : Kaidan Kakuidori (怪談蚊喰鳥?) de Kazuo Mori
- 1962 : Hara-kiri (切腹, Seppuku?) de Masaki Kobayashi
- 1963 : Les Ailes du Pacifique (太平洋の翼, Taiheiyo no tsubasa?) de Shūe Matsubayashi
- 1963 : Shiro to kuro (白と黒?) de Hiromichi Horikawa
- 1964 : Aku no monsho (悪の紋章?) de Hiromichi Horikawa
- 1964 : Adauchi (仇討?) de Tadashi Imai
- 1965 : Samouraï (侍, Samurai?) de Kihachi Okamoto
- 1965 : Honkon no shiroibara (香港の白い薔薇?) de Jun Fukuda
- 1966 : Le Sabre du mal (大菩薩峠, Dai-bosatsu tōge?) de Kihachi Okamoto
- 1966 : La Tour d'ivoire (en) (白い巨塔, Shiroi Kyoto?) de Satsuo Yamamoto
- 1967 : Rébellion (上意討ち 拝領妻始末, Jōi-uchi: Hairyō tsuma shimatsu?) de Masaki Kobayashi
- 1967 : Le Jour le plus long du Japon (日本のいちばん長い日, Nihon no ichiban nagai hi?) de Kihachi Okamoto
- 1968 : Kubi (首?) de Shirō Moritani
- 1968 : Rengo kantai shirei chōkan: Yamamoto Isoroku (連合艦隊司令長官 山本五十六?) de Seiji Maruyama
- 1969 : Furin kazan (風林火山?) de Hiroshi Inagaki
- 1969 : Puni par le ciel (人斬り, Hitokiri?) de Hideo Gosha

#### Années 1970
- 1970 : Kage no kuruma (影の車?) de Yoshitarō Nomura
- 1970 : Dodes'kaden (どですかでん, Dodesukaden?) d'Akira Kurosawa
- 1971 : Saredowareraga bibi yori wakarenōta (「されどわれらが日々－」より 別れの詩?) de Shirō Moritani
- 1973 : Yellow Dog de Terence Donovan
- 1973 : La Submersion du Japon (日本沈没, Nihon chinbotsu?) de Shirō Moritani
- 1973 : Ningen kakumei (人間革命?) de Toshio Masuda
- 1973 : Gendai ninkyō-shi (現代任侠史?) de Teruo Ishii
- 1974 : Le Vase de sable (砂の器, Suna no utsuwa?) de Yoshitarō Nomura
- 1976 : Zoku ningen kakumei (続人間革命?) de Toshio Masuda
- 1977 : Mont Hakkoda (八甲田山, Hakkodasan?) de Shirō Moritani
- 1977 : Yatsuhaka-mura (八つ墓村?) de Yoshitarō Nomura

#### Années 1980
- 1982 : Maboroshi no mizuumi (幻の湖?) de Shinobu Hashimoto
- 1983 : Matsumoto Seichō no zero no shōten (松本清張のゼロの焦点?) de Masami Ryuji
- 1986 : Tabiji mura de ichiban no kubitsurinoki (旅路 村でいちばんの首吊りの木?) de Seijirō Kōyama

### Réalisateur

Équipe de tournage de Watashi wa kani ni naritai avec au 1er rang : Asakazu Nakai, Shinobu Hashimoto, Frankie Sakai et Tadao Nakamaru (numéro d'avril 1959 de Kinema Junpō).

- 1959 : Watashi wa kani ni naritai (私は貝になりたい?)
- 1961 : Minami no kaze to nami (南の風と波?)
- 1982 : Maboroshi no mizuumi (幻の湖?)

## Distinctions

### Récompenses
- 1961 : prix Kinema Junpō du meilleur scénario pour Les salauds dorment en paix et Kuroi gashū: Aru sarariman no shōgen[4],[5]
- 1961 : prix Mainichi du meilleur scénario pour Kuroi gashū: Aru sarariman no shōgen et Iroha ni hoheto[6]